# Вейсярв
Вейсярв (на естонски: Veisjärv, Veisejärv) е езеро в южната част на Естония. Намира се на територията на общините Каркси и Тарвасту на област Вилянди.

## Разположение
Вейсярв спада към Виртсярвския водосборен басейн към Източноестонския водосборен окръг.
Езерото се намира на 10 km източно от град Каркси-Нуйа на 96 m надморска височина. В близост до бреговете му се намират селцата Вейсярве и Мяекюла.
Акваторията на водоема попада в състава на природния резерват Рубина (Rubina looduskaitseala).

## Описание
Общата площ на езерото е 481,1 ha. То е 8-о по големина в Естония. Дължината на водоема е 3450 m, а ширината му е 1760 m. Най-голямата дълбочина е 4 метра, а средната е едва 1,3 m. Дължината на бреговата линия е 9048 метра. Водосборната му площ е 26,1 km².
Източният му бряг е по-висок. Там има сухи полета. Западният е блатист. В северната част на езерото се влива канал Йикси (Jõksi kraav). От южния му бряг изтича реката Ъхне (Õhne jõgi), която надолу по течението си се влива в езерото Виртсярв.
Езерото се обитава от риби от видовете бабушка, щука, бяла риба, червеноперка, платика, европейска змиорка и костур. То е естествено обитание на рибата виюн.